# La Famille Hennedricks
Pour plus de détails, voir Fiche technique et Distribution.
La Famille Hennedricks est une comédie française réalisée par Laurence Arné, sortie le 26 juin 2024,.

## Synopsis
Une famille recomposée fait un road trip sur la côte atlantique pour souder tous les membres de la tribu...

## Fiche technique
Sauf indication contraire, les informations mentionnées dans cette section peuvent être confirmées par les bases de données cinématographiques IMDb et Allociné,  présentes dans la section « Liens externes ».
- Titre : La Famille Hennedricks
- Réalisation : Laurence Arné
- Scénario : Laurence Arné, en collaboration avec Cécilia Rouaud
- Musique : N/A
- Décors : Marie Cheminal
- Costumes : Muriel Legrand
- Photographie : Guillaume Schiffman
- Montage : Anne-Sophie Bion
- Production : Michaël Gentile et Caroline Arné
- Société(s) de production : The Film et Bonnes Sœurs Productions ; coproduit par France 2 Cinéma
- Société de distribution : Gaumont Distribution
- Budget : N/A
- Pays de production :  France
- Langue originale : français
- Format : couleur
- Genre : comédie
- Durée : N/A
- Date de sortie :
  - France : 26 juin 2024

## Distribution
- Laurence Arné : Justine
- Dany Boon : Ludo
- Ferdinand Redouloux : Henri, fils de Justine
- Jehan Renard : Joseph, fils de Ludo
- Yannick Choirat : Pierre, ex de Justine et père d'Henri
- Jeanne Arènes : Véronique, la voisine
- Emilie Arthapignet : Stéphanie, ex de Ludo et mère de Joseph
- Oscar Copp : le punk
- Tristan Lopin : le flic arcachonnais sympa
- Yann Guillarme : Philippe, le flic arcachonnais sévère
- Alicia Hava : la femme du couple qui loue la caravane

## Production

### Tournage
Le film a été tourné dans le Perche, entre Saint-Hilaire-le-Châtel, Villiers-sous-Mortagne et Mortagne-au-Perche, sur l'île de Noirmoutier et sur l'île d'Oléron, ainsi que dans la commune de Royan.

## Box office
- 199 616 entrées[5]